# Абердін (Гонконг)
Абердін ([æbərˈdiːn]) — територія на південному заході острова Гонконг у Гонконгу. В адміністративному плані входить до складу Південного округу. Хоча назву «Абердін» можна сприймати в широкому сенсі, щоб охопити райони Абердін (місто), Вонг Чук Ханг, Ап Лей Чау, Тін Ван, Ва Квай Естейт і Ва Фу Фу Естейт, вона частіше використовується для позначення тільки місто. Згідно з переписом населення, проведеним у 2011 році, загальна чисельність населення району Абердін становить приблизно 80 000 осіб.
Абердін відомий не тільки туристам, а й місцевим жителям Гонконгу своїм плавучим селом і плавучими ресторанами морепродуктів, розташованими в гавані Абердіна. Народ танка, який раніше жив на човнах у гавані Абердін, зазвичай пов'язаний із рибною промисловістю, і досі кілька десятків людей живуть на човнах у гавані.

## Історія

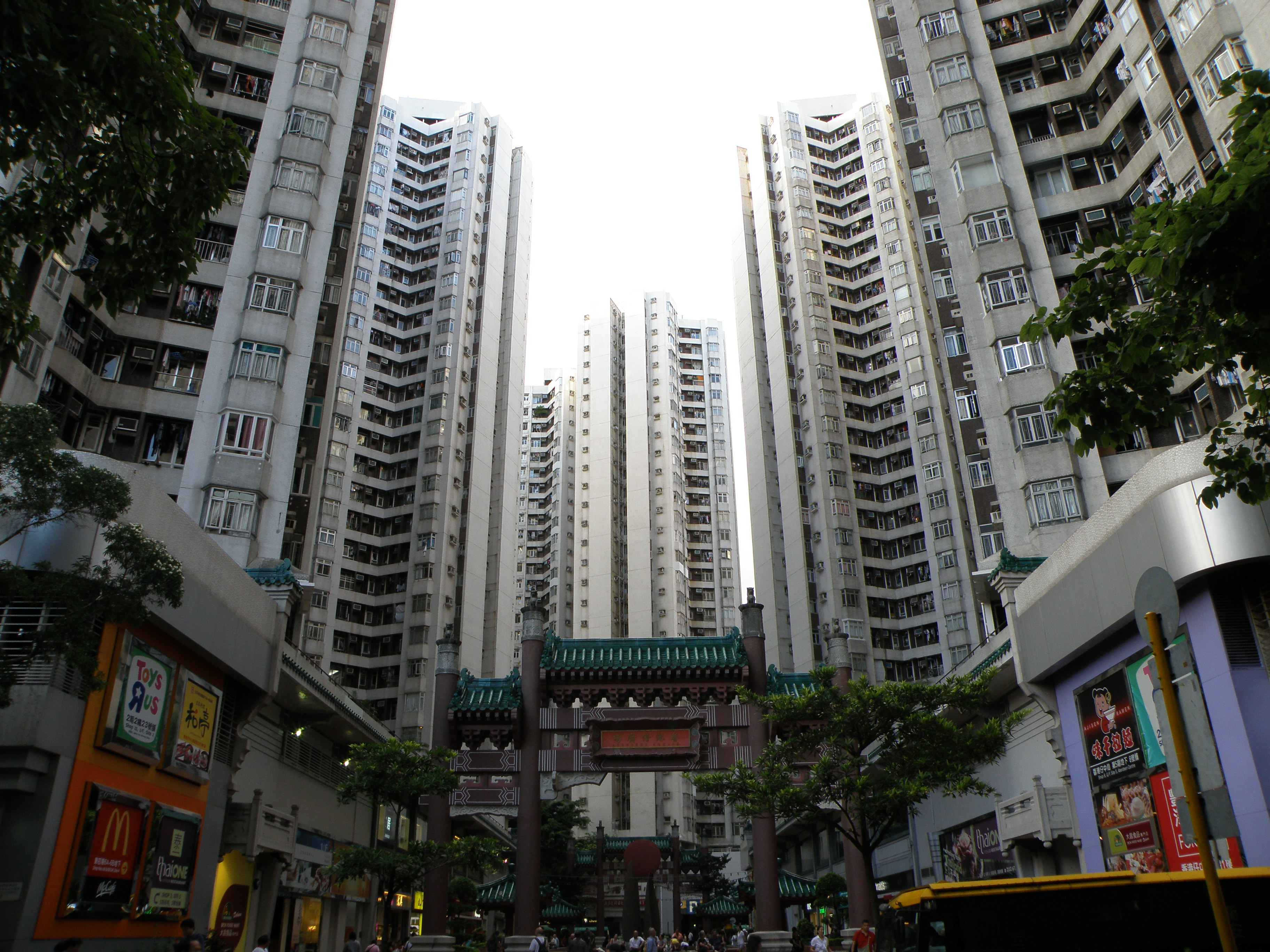
Вхід на площу Абердін у центрі Абердіна

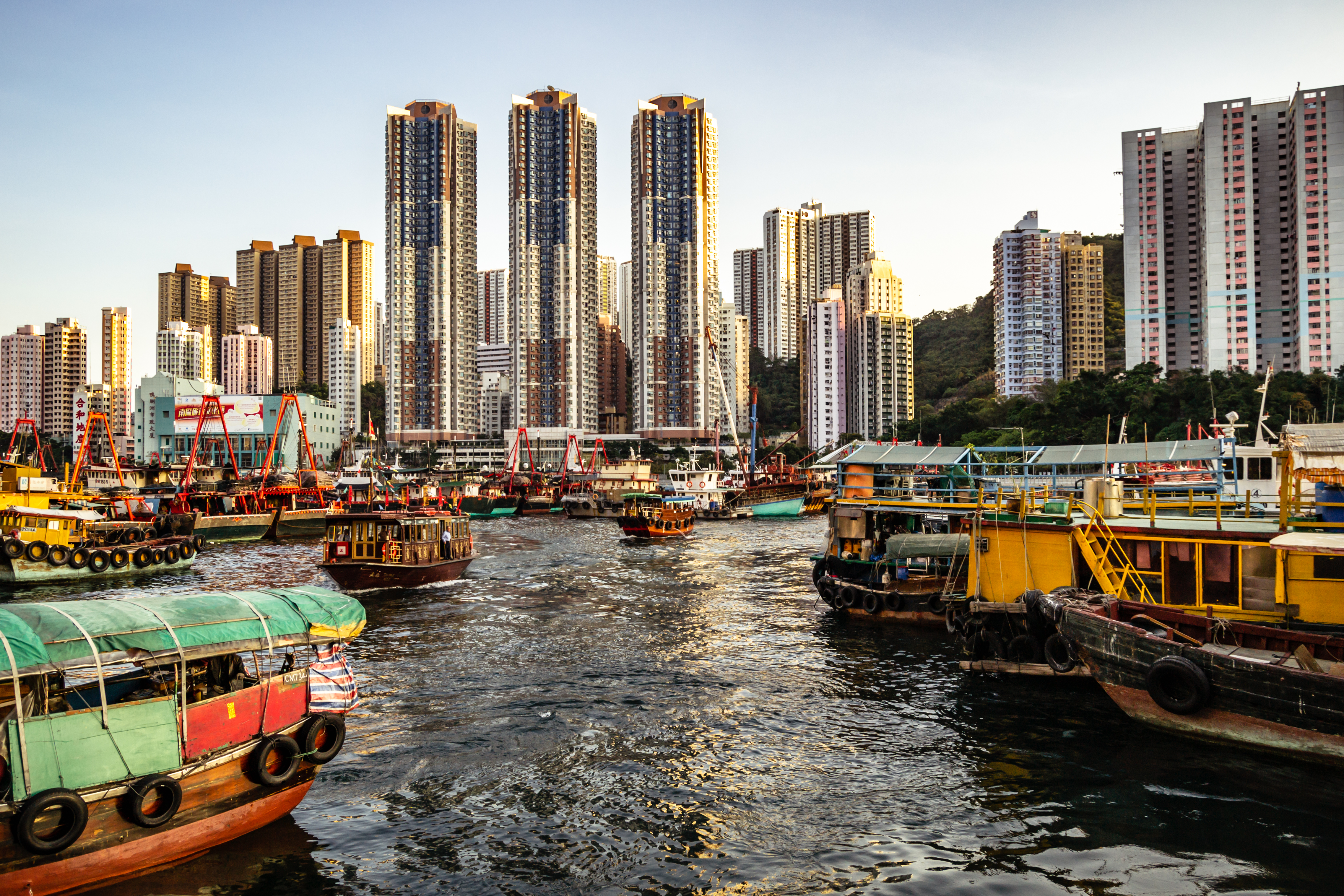
Рибальські човни в гавані Абердін

Починаючи з династії Мін, «Гонконг» став оригінальною назвою для нинішнього села Абердін. На початку 19 століття іноземці, які висадилися біля Абердін-Віллідж, прийняли назву села «Гонконг» за весь острів. Коли іноземці врешті-решт зрозуміли свою помилку, назва «Гонконг» вже була загальновживаною для позначення всього острова.
Кантонською мовою Абердін відомий як Гонконг Цай, що означає «Малий Гонконг», «Син Гонконгу» або «Маленький Гонконг». Вважається, що саме з Абердіна походить назва Гонконг (точніше транскрибується як Хеунг Конг). Хен Конг Цуен (香港村, «село Гонконгу») на Ап Лей Чау згадується на картах епохи Мін. Ще одне оточене стіною село під назвою Хеунг Конг Вай у Вонг Чук Ханг також було засноване в епоху Цяньлун династії Цін. Гонконг означає «запашна гавань», і це був Абердин, куди ладанові дерева (Aquilaria sinensis) з Нових територій раніше привозили для експорту в інші міста Китаю. Одним з альтернативних китайських імен було Шек Пай Ван (石排灣).
На момент перепису 1911 року населення міста Абердін становило 1314 осіб. Кількість чоловіків становила 951.
Під час Другої світової війни, під час японської окупації Гонконгу (1941—1945), китайська назва Абердіна, Гонконг Цай, була перетворена на японську як Мото Гонконг (元香港), що означає «Походження Гонконгу».

## Органи влади

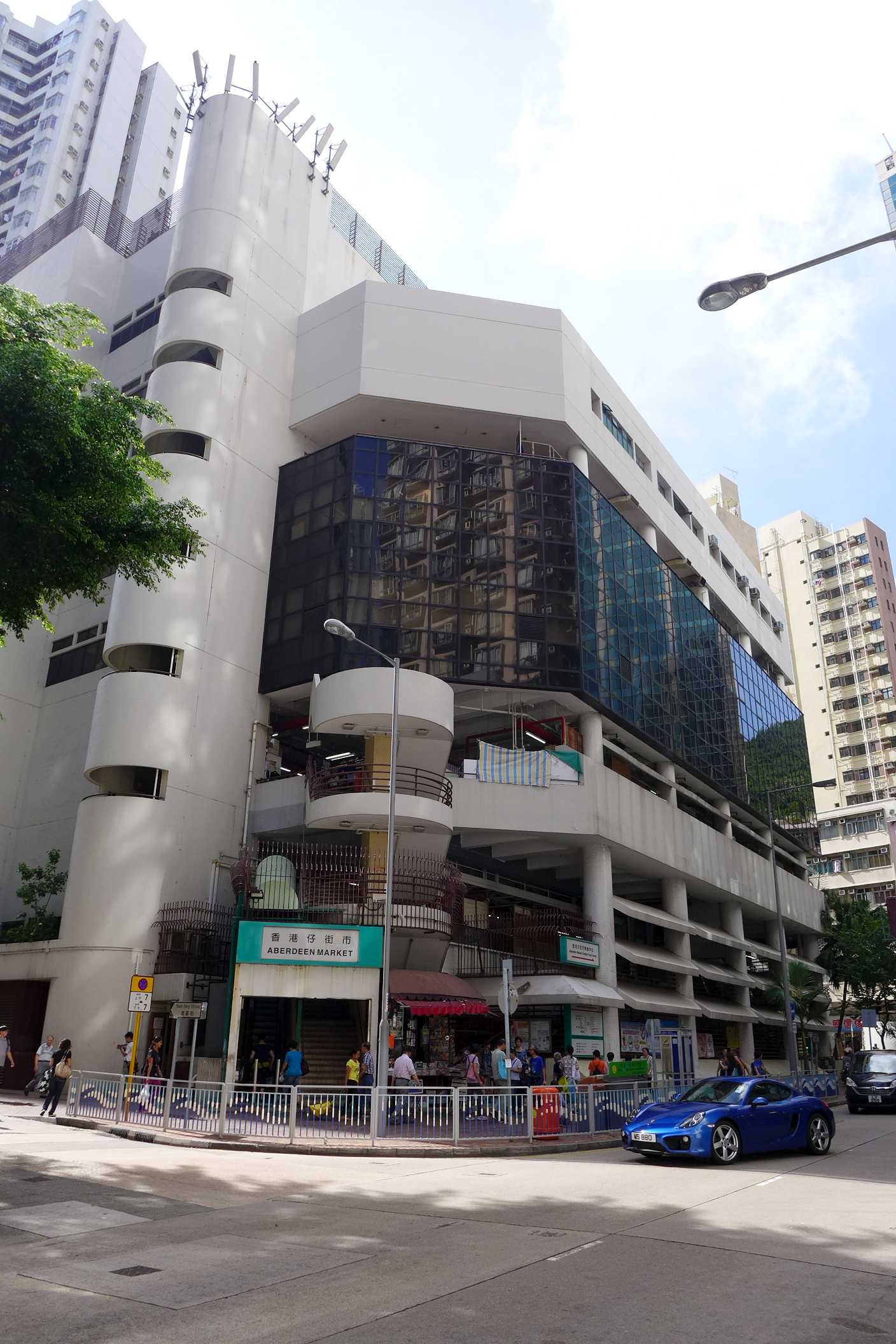
Будівля муніципальних служб Абердіна

Абердінська асоціація Кай-Фонг (скорочено «AKA»; Chinese, що буквально означає «Асоціація сусідів Абердіна»), розташована за адресою 180B Aberdeen Main Road, надає послуги для людей похилого віку по всьому Південному округу. Надає послуги підліткам через Центр збагачення життя «Гармонія». Також спрямований на подолання розриву між підлітками та людьми похилого віку в окрузі через Центр зв'язків, розташований у кварталі Carpark Block, Shek Pai Wan Estate.
Організація Tung Wah Group of Hospitals має загалом чотири соціальні підприємства в Абердіні; одним із них є Cookeasy, який є проєктом у співпраці з компанією Towngas, який створює можливості для працевлаштування для інвалідів та сприяє культурі здорового харчування.

## Інфраструктура
Mojo Nomad Aberdeen розташований за адресою Shek Pai Wan Road, 100, і має 52 номери. Готель L'hotel Island South, за адресою 55 Wong Chuk Hang Road, розташований неподалік від популярного парку Ocean Park.

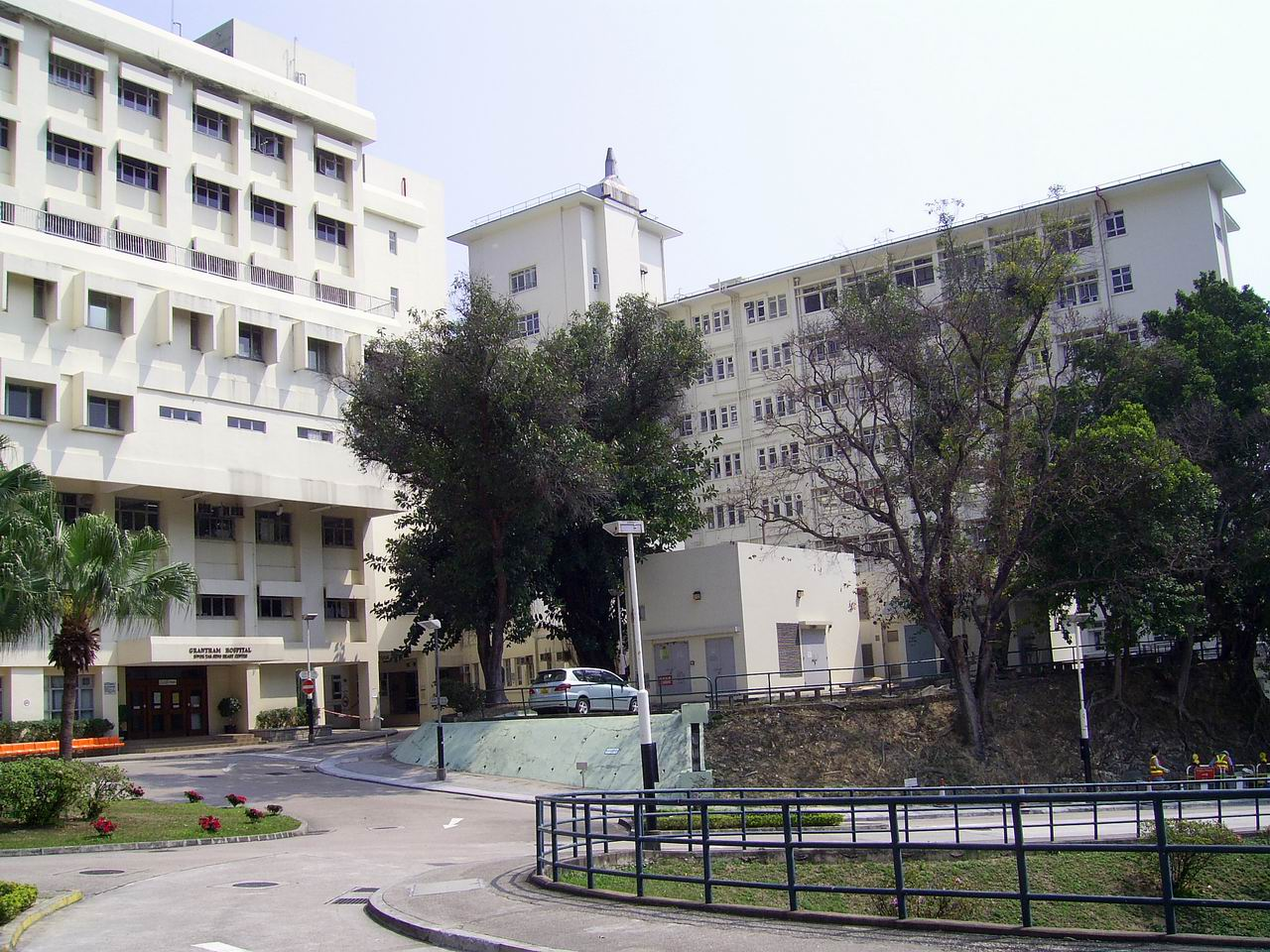
Лікарня Грантам

Лікарня Грантам, розташована за адресою Wong Chuk Hang Road, 125, обслуговує жителів Південного округу понад півстоліття разом із лікарнею Queen Mary (також розташована поблизу Абердіна). Лікарня Grantham Hospital спеціалізується на комплексному лікуванні захворювань серця та легенів у дорослих, а також на послугах гострої геріатрії та паліативної медицини.

## Освіта
Канадська міжнародна школа Гонконгу, Сінгапурська міжнародна школа та Шанхайська академія Вікторії розташовані на Нам Лонг Шан. І Канадська міжнародна школа, і Шанхайська академія Вікторії є міжнародними школами бакалавра світу, і в них працюють усі три освітні програми IB. Міжнародна школа Монтессорі розташована на Ap Lei Chau поблизу Абердіна. Школа Південного острова розташована неподалік на острові Гонконг.

## Транспорт
Абердін обслуговується дорогою Пок Фу Лам, тунелем Абердін і дорогою Нам Фунг через Вонг Чук Ханг. Дорога Нам Фунг з'єднує дорогу Діп Вотер Бей, яка також з'єднує дорогу Вонг Най Чунг Геп із Хеппі Веллі. Міст під назвою Ap Lei Chau Bridge з'єднує Абердін з Ap Lei Chau через гавань Абердіна.
Станція «Абердінський тунель», запропонованої лінії Південного острова, Західна ділянка метро буде в Абердині. Зараз найближчою станцією є Вонг Чук Ханг на лінії Південного острова, звідки курсують автобуси та мікроавтобуси до Абердіна.

## Відпочинок

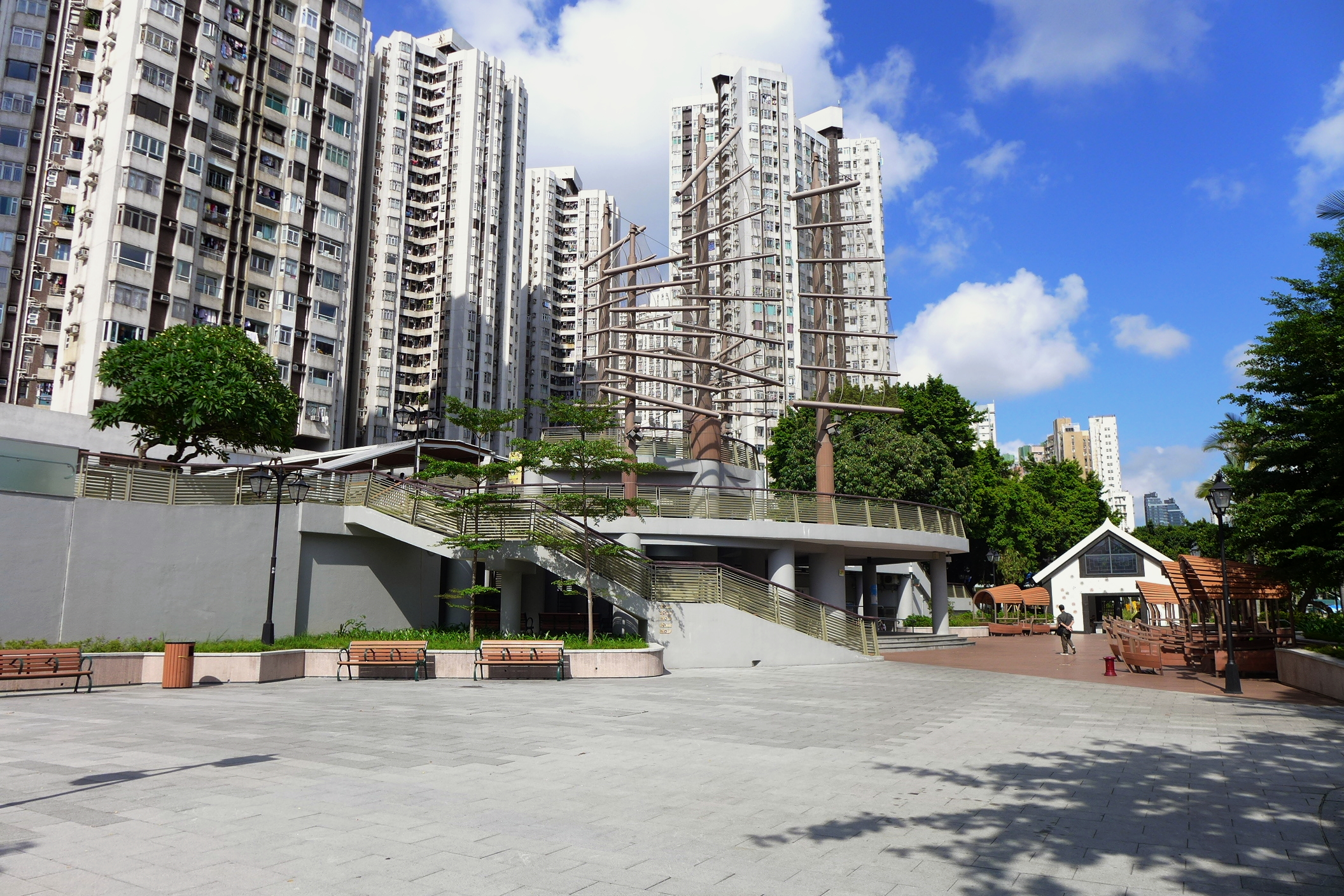
Оглядовий майданчик набережної Абердіна

### Спорт

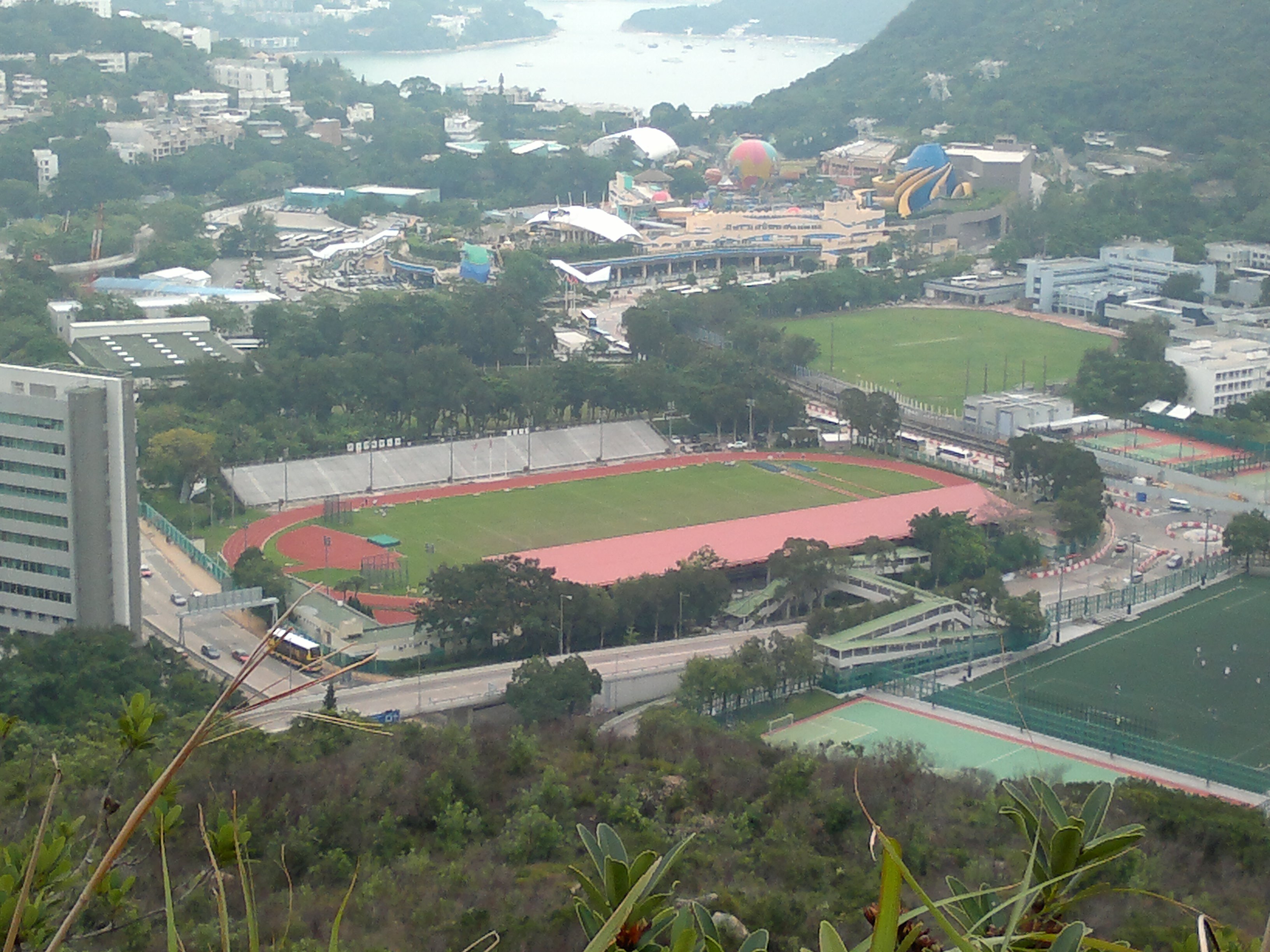
Стадіон Абердіна

Спортивний майданчик «Абердін» є головним спортивним майданчиком і місцем проведення заходів у Південному окрузі. Зазвичай це щорічне місце проведення шкільних спортивних днів для багатьох місцевих початкових і середніх шкіл Південного округу. Це також звичайне місце проведення 30-годинного голоду, який проводить World Vision Hong Kong. Спортивний майданчик Абердіна є домашнім полем футбольної команди округу Південний округ RSA.
Спортивний центр Абердіна розташований на 5/F і 6/F будівлі муніципальних служб Абердіна, № 203 на головній дорозі Абердіна. Спортивний центр Абердіна включає багатоцільову арену, яку можна перетворити на один баскетбольний майданчик, один волейбольний майданчик або чотири бадмінтонні майданчики. Також є корт для сквошу, який можна перетворити на кімнату для настільного тенісу або багатофункціональну кімнату для активного відпочинку.

### Парки

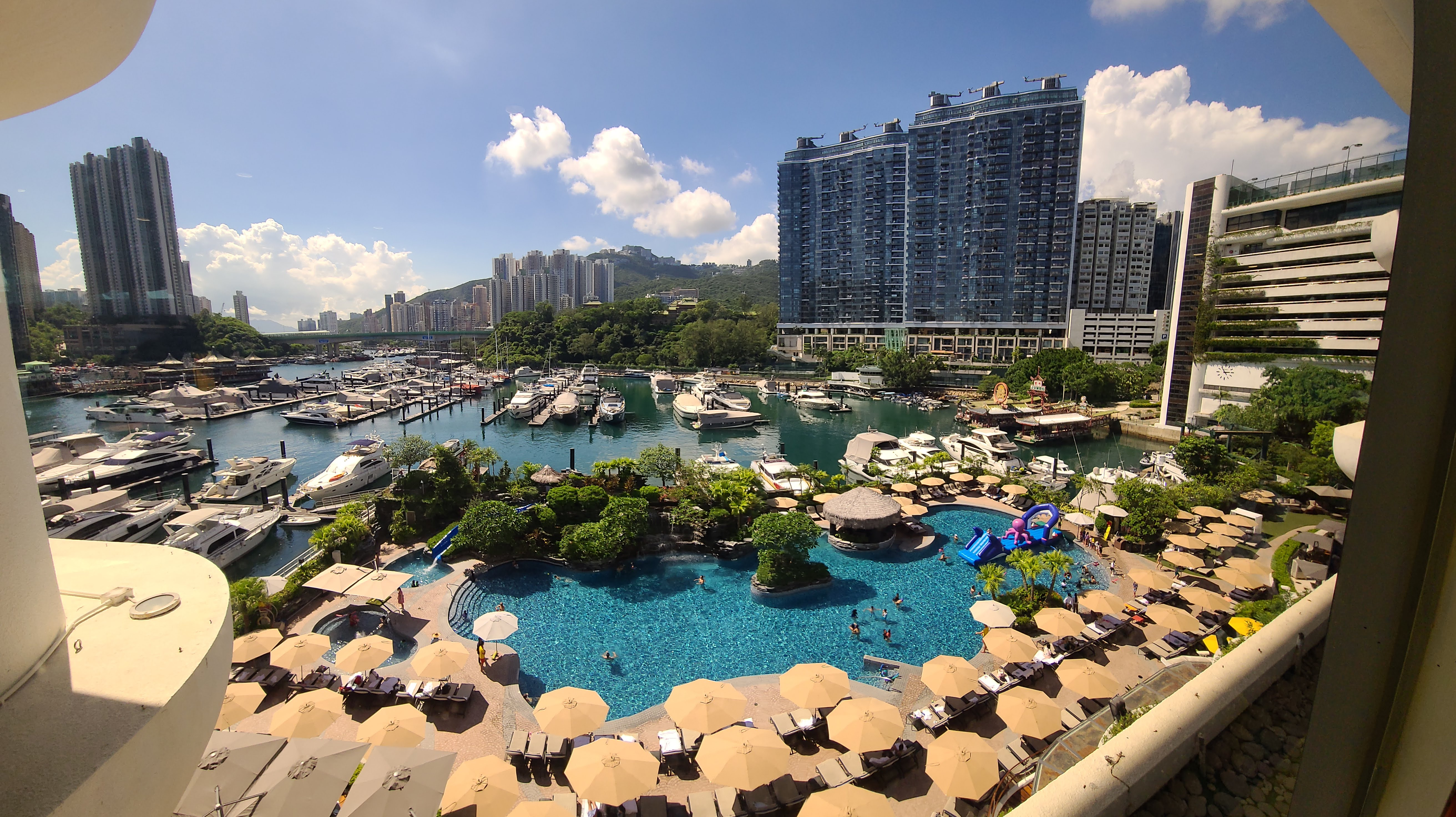
Клуб Абердіна Марина

Заміський парк Абердін (香港仔郊野公園</link>), широко відомий місцевими жителями як «Парк Абердінського водосховища» (香港仔水塘公園), оточене Абердинськими водосховищами (верхнє та нижнє водосховища). Це популярне місце для місцевих жителів, де їдять барбекю, а також часте місце для групових заходів місцевих громадських організацій і церков. Це також звичайне місце проведення щорічного дня осіннього пікніка, який проводять початкові та середні школи в цьому районі.